# Shimshon Tel Aviv Football Club
Maillots
Le Shimshon Tel-Aviv Football Club (en hébreu : מועדון כדורגל שמשון תל אביב), plus couramment abrégé en Shimshon Tel-Aviv, est un ancien club israélien de football fondé en 1949 et disparu en 2000, et basé dans la ville de Tel Aviv-Jaffa.

## Histoire
En 2000, le club fusionne avec le Beitar Tel-Aviv pour donner naissance au Beitar Shimshon Tel-Aviv.
Il est couramment appelé le club de Kerem Hateimanim, du nom d'un quartier de Tel Aviv.

## Palmarès
| \| - Championnat d’Israël : - Vice-champion : 1970-71 et 1982-83. - Championnat d'Israël D2 (1) : - Champion : 1959-60. \| \| - Coupe de la Ligue israélienne (1) : - Vainqueur : 1986-87 et 1987-88. - Coupe d'Israël : - Finaliste : 1965-66, 1985-86 et 1989-90. \| |  | |
| - Championnat d’Israël : - Vice-champion : 1970-71 et 1982-83. - Championnat d'Israël D2 (1) : - Champion : 1959-60. |  | - Coupe de la Ligue israélienne (1) : - Vainqueur : 1986-87 et 1987-88. - Coupe d'Israël : - Finaliste : 1965-66, 1985-86 et 1989-90. |

## Personnalités du club

### Présidents
- Ami Paztal

### Entraîneurs
- Rafi Kazalkopy
- Nadav Maayan

### Joueurs notables
- Gidi Damti
- Pini Balili
- Eli Cohen
- Adoram Keisi
- Moshe Romano
- Ya'akov Hodorov

### Traduction
- (en) Cet article est partiellement ou en totalité issu de l’article de Wikipédia en anglais intitulé « Shimshon Tel-Aviv F.C. » (voir la liste des auteurs).